# Swannia
Swannia là một chi bướm đêm thuộc họ Geometridae.